# Enneberger Tal

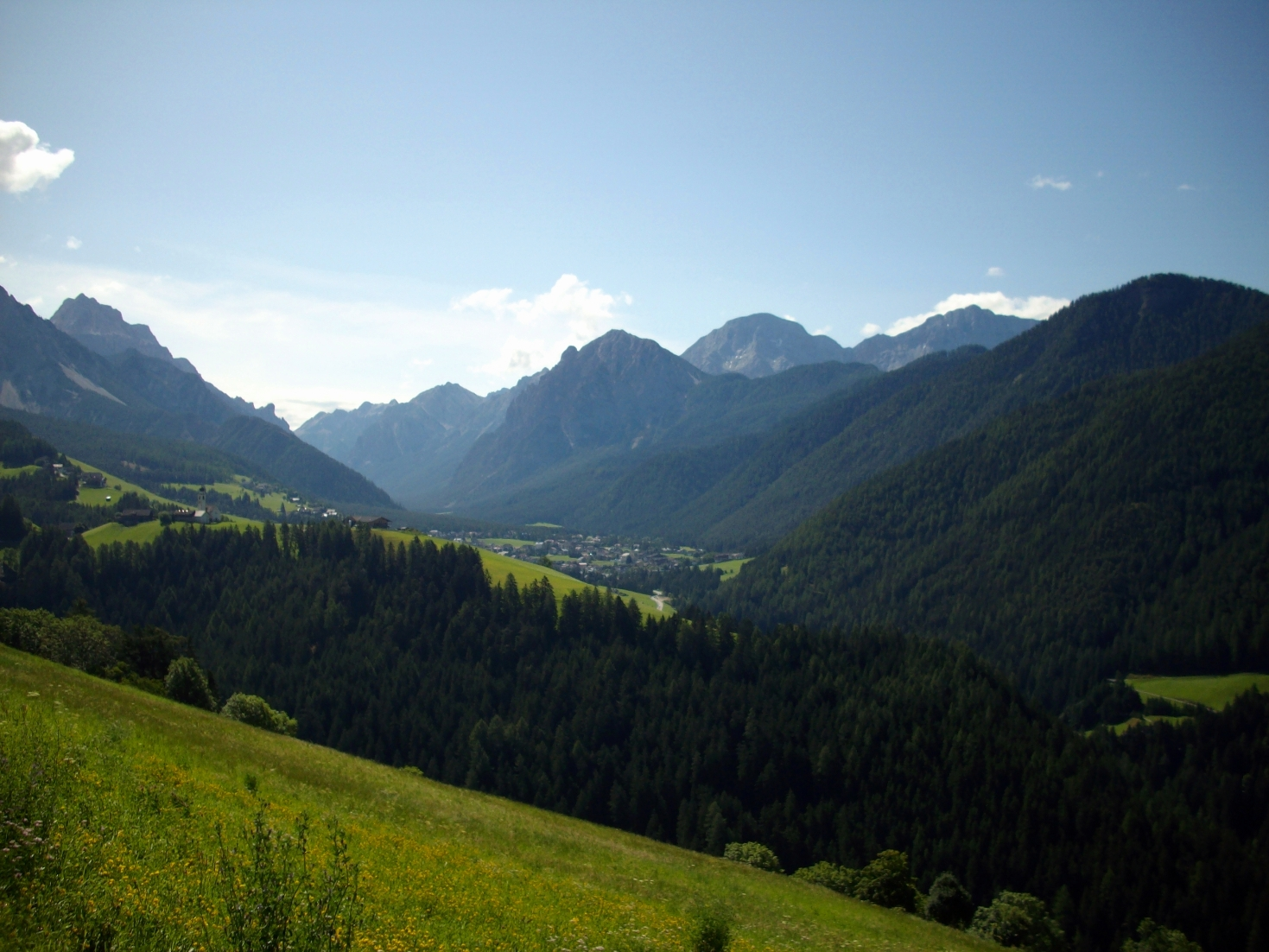
Blick auf den äußeren Bereich des Enneberger Tals

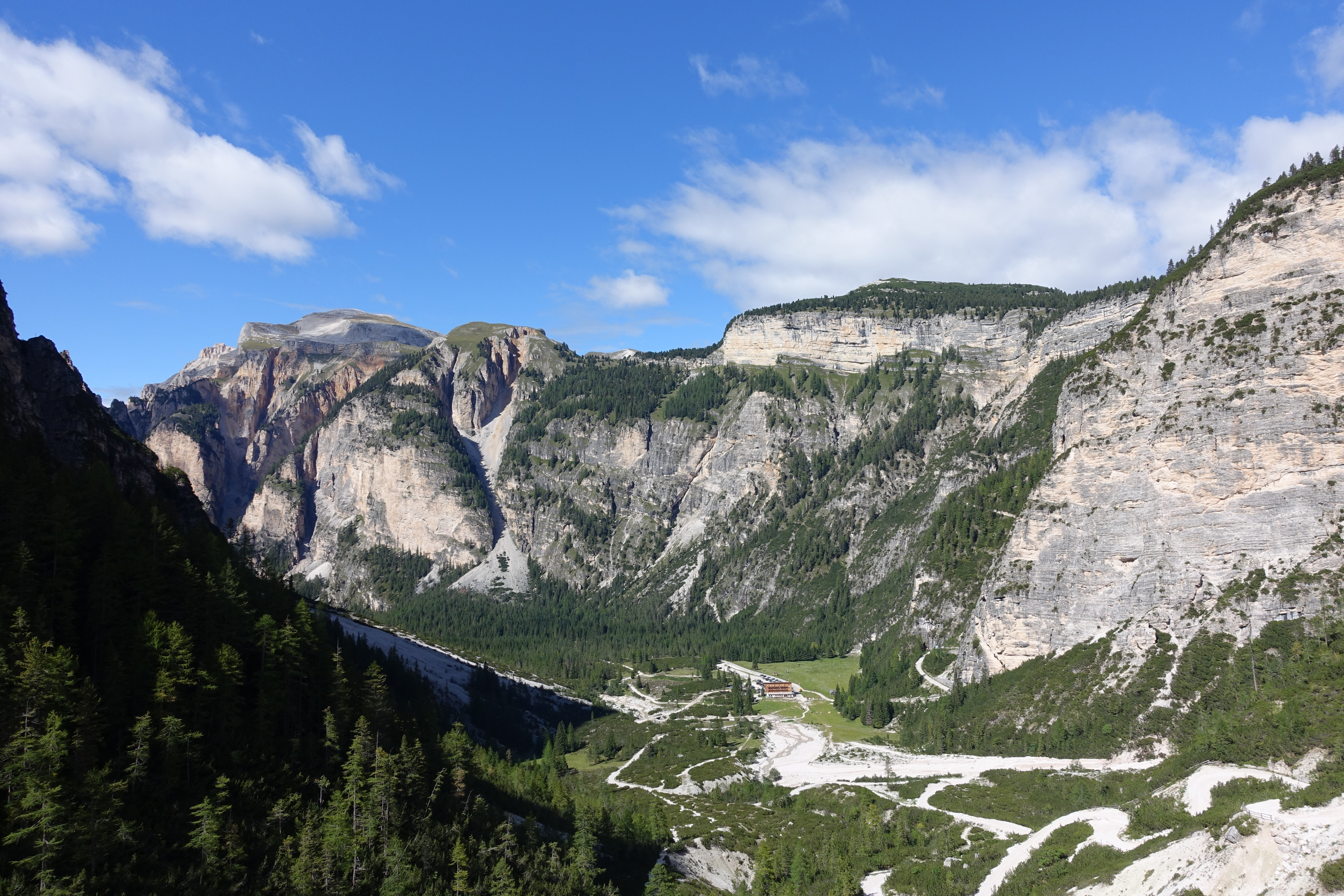
Blick auf das innere Enneberger Tal bzw. Rautal

Das Enneberger Tal, auch Ennebergtal oder kurz Enneberg (ladinisch Val de Mareo oder kurz Mareo, italienisch Val di Marebbe), ist ein orographisch rechtes Seitental des Gadertals in Südtirol. Es zweigt im unteren Gadertal bei Zwischenwasser ab und führt – abschnittsweise unter verschiedenen Namen bekannt – größtenteils in südöstliche Richtung in die Dolomiten hinein, wobei es auf weiter Strecke die Pragser Dolomiten und die Fanesgruppe voneinander trennt. Die das Tal umgebenden Berge sind alternativ auch unter der Bezeichnung Enneberger Dolomiten bekannt. Entwässert wird es durch den Vigilbach (Rü d’Al Plan), der in die Gader mündet. Administrativ gehört das gesamte Tal zur Gemeinde Enneberg.
In seinem unteren Abschnitt bietet das Enneberger Tal mehreren Ortschaften Platz, unter denen das Dorf St. Vigil das bedeutendste ist, weshalb es dort auch als Vigiltal oder St.-Vigil-Tal bezeichnet wird. Oberhalb von St. Vigil beginnt der im Naturpark Fanes-Sennes-Prags geschützte unbewohnte Abschnitt. Hier verengt sich der ab diesem Punkt als Rautal (ladinisch Val dai Tamersc, italienisch Val di Rudo) bekannte Talverlauf zwischen den hohen Felswänden des Paresbergs und des Muntejela de Senes. Hinter Pederü wendet sich das Tal – nun Valun de Fanes genannt – in südwestliche Richtung und endet auf der Fanes-Hochfläche, die von zahlreichen Hochgipfeln wie dem Zehner (3026 m) und dem Piz Lavarela (3055 m) umgeben ist.
Für den allgemeinen Kraftverkehr erreichbar ist das Tal über die bei Zwischenwasser ihren Anfang nehmende Talstraße, die bei Pederü endet. Zusätzlich bietet der 1789 m hohe Furkelpass von St. Vigil aus Richtung Nordosten einen direkten Übergang ins Pustertal.